# Matest Mendelevich Agrest
Mates (Matest) Mendelevich Agrest (ngày 20 tháng 7 năm 1915 – ngày 20 tháng 9 năm 2005) là một nhà toán học sinh ra ở Nga và là người đề xướng giả thuyết phi hành gia cổ đại.

## Tiểu sử
Agrest chào đời tại Knyazhitsy ở Tỉnh Mogilev của Đế quốc Nga (Cộng hòa Belarus ngày nay) vào ngày 20 tháng 7 năm 1915. Ông tốt nghiệp Đại học Tổng hợp Leningrad (nay là Đại học Tổng hợp Sankt-Peterburg) năm 1938 và nhận bằng Tiến sĩ Khoa học, Vật lý và Toán học năm 1946. Ông trở thành Trưởng phòng thí nghiệm của trường Đại học năm 1970. Ông nghỉ hưu năm 1992 và cùng vợ Riva di cư đến Charleston, Nam Carolina, Hoa Kỳ.
Agrest là tác giả của hơn 100 bài báo khoa học và năm sách chuyên khảo về các chủ đề toán học, vật lý và thiên văn học. Một số bài báo của ông dành cho câu hỏi về mối liên hệ giữa các sinh vật thông minh ngoài hành tinh với Trái Đất. Bài báo của ông "Космонавты древности" (được dịch ở một số nơi là Phi hành gia của Yore, và cũng là Phi hành gia cổ đại; nghĩa đen là Phi hành gia thời cổ đại), xuất bản năm 1961 tại Moskva, đã được dịch ra nhiều thứ tiếng. Agrest được cho là nhà khoa học đầu tiên đưa ra giả thuyết rằng Trái Đất đã từng được các sinh vật thông minh từ ngoài vũ trụ đến thăm trong thời kỳ tiền sử.
Trong một tác phẩm viết năm 1959, ông khẳng định một số tuyên bố không chính thống, chẳng hạn như bậc thang bằng đá cự thạch ở Baalbek từng được sử dụng làm địa điểm phóng tàu vũ trụ, và việc phá hủy hai thành phố Sodom và Gomorrah trong Kinh Thánh là kết quả của một vụ nổ hạt nhân do sinh vật ngoài hành tinh gây ra.
Agrest là nguồn cảm hứng chính cho các nhân vật sau này như Erich von Däniken và Zecharia Sitchin, mà trong những thập kỷ về sau đã phổ biến ý tưởng về phi hành gia cổ đại. Ông được mô tả là lão làng của giả thuyết phi hành gia cổ đại.
Agrest là thành viên của Hiệp hội Phi hành gia Cổ đại, và đã đóng góp một số bài báo cho các tạp chí định kỳ của hội.

## Ấn phẩm
1. Следы ведут в... космос? (Trail leads to... Space?), ngày 9 tháng 2 năm 1960[4]
2. КОСМОНАВТЫ ДРЕВНОСТИ (The Astronauts of Yore), 1961[5]
3. Des cosmonautes dans l'antiquité? (Cosmonauts in antiquity?), 1962[6]
4. Theory of Incomplete Cylindrical Functions and their Applications, đồng tác giả với Michail S. Maksimov, 1971[7]
5. The Historical Evidence of Paleocontacts, 1994[8]
6. Paleocontact Ideas in the Middle Ages, 1994[9]
7. Experimental Proof of the Paleocontact Hypothesis, 1995[10]